# Вязовка (Вольновское муниципальное образование)
Вязовка — посёлок в Саратовском районе Саратовской области России. С 1 января 2022 года входит в состав городского округа Саратова. 

## Физико-географическая характеристика
Посёлок расположен на севере Саратовского района, на берегу реки Волга. Расстояние до административного центра села Шевыревка составляет 10 километров, до областного центра составляет 33 км. Вблизи населённого пункта находится железнодорожная платформа "Вязовка", на которой останавливаются пригородные поезда.   
Климат
Климат в Вязовке умеренно-холодный со значительным количеством осадков. Даже в засушливый месяц наблюдается много дождя (согласно классификации климатов Кёппена — Dfa). Среднегодовая температура - 6.7 °C. 451 mm - среднегодовая норма осадков. Самый засушливый месяц - Март с осадками 26 mm. Большая часть осадков здесь выпадает в Июле, в среднем 44 mm. 
| Показатель                                 | Янв. | Фев. | Март | Апр. | Май  | Июнь | Июль | Авг. | Сен. | Окт. | Нояб. | Дек. | Год |
| ------------------------------------------ | ---- | ---- | ---- | ---- | ---- | ---- | ---- | ---- | ---- | ---- | ----- | ---- | --- |
| Средняя температура, °C                    | −9,8 | −9,4 | −3,6 | 8,5  | 16,1 | 20,7 | 22,7 | 21,1 | 14,9 | 6,8  | −1,1  | −6,5 | 6,7 |
| Норма осадков, мм                          | 41   | 28   | 26   | 26   | 36   | 43   | 44   | 44   | 41   | 35   | 44    | 43   | 451 |
| Источник: Климат Вязовка (норма 1982-2012) |      |      |      |      |      |      |      |      |      |      |       |      |     |

Часовой пояс
посёлок Вязовка, как и вся Саратовская область, находится в часовой зоне МСК+1. Смещение применяемого времени относительно UTC составляет +4:00.
Уличная сеть
В Вязовке двенадцать улиц и один переулок. К территории населённого пункта также относятся территории 14 садовых некоммерческих товариществ и одна территория Инсолар ДПК.

## Население
| 2010 |
| ---- |
| 34   |

Население составляет 39 человека (на 1 января 2019 года), насчитывается 18 дворов. 

## Инфраструктура
Населённый пункт газифицирован полностью. 
В границах населённого пункта, юго-восточнее на 3 километра от посёлка, на берегу реки Волга, осуществляет свою деятельность Детский оздоровительно-образовательный центр "Солнышко", который в тёплый период времени принимает детей на отдых и оздоровление.
На окраине посёлка Вязовка в летнее время свою деятельность ведёт туристическая база "Строитель", готовая принять всех желающих отдохнуть на реке Волга.  
С 2011 года в посёлке работает яхт-клуб "Амур-Волга", который предоставляет услуги по хранению катеров, спуск и подъём плавательных средств, автостоянка, мойка. Кроме того, здесь организуется отдых для туристов и желающих покататься на водных средствах передвижения.
В окрестностях села расположен пруд "Карпыч". Его можно обнаружить по дороге через Дубки и новый аэропорт на трассу на Вольск. Спортивная рыбалка и отдых на природе.

## Фотогалерея
- Виды посёлка
- Река Волга. Берег Вязовки.
- Вид на посёлок
- Улица Дачная
- Магазин
- Гостиница турбазы